# Arbeitskreis Literatur und Lyrik Jena
Der Arbeitskreis Literatur und Lyrik Jena war ein Zusammenschluss von jungen Schreibenden in der DDR der 1970er Jahre und neben der Jungen Gemeinde Jena eines der wichtigsten Zentren der Jugendkultur der Stadt.

## Gründung und Wirken
Der Arbeitskreis wurde im Herbst 1973 von jungen Schreibenden in der Wohnung von Lutz Rathenow in Jena gegründet. Es war die Zeit einer etwas liberalisierten Kulturpolitik nach dem VIII. Parteitag der SED. Die Gruppe bekam von der FDJ einen Raum im Kulturhaus Jena-Neulobeda, einer Plattenneubausiedlung im Süden der Stadt, zugewiesen. Lutz Rathenow wurde offizieller Leiter. Zu den Gründungsmitgliedern gehörten Udo Scheer, Siegfried Reiprich, Bernd Markowski und Wolfgang Hinkeldey. Sie arbeiteten eng mit Jürgen Fuchs zusammen. In der Anthologie Offene Fenster wurden einige Gedichte abgedruckt.

## Zersetzung durch die Staatssicherheit
Die Staatssicherheit eröffnete jedoch den Operativen Vorgang „Pegasus“ und ließ die Gruppe bespitzeln. Nach einem Eklat beim Zentralen Poetenseminar in Schwerin im August 1974 – Bernd Markowski hatte ein Kinderlied des verbotenen Liedermachers und Lyrikers Wolf Biermann gesungen, die Freunde hatten eine Distanzierung von ihm verweigert – wurde der Arbeitskreis durch MfS und Kulturfunktionäre massiv behindert, Mitglieder ausgeschlossen und praktisch lahmgelegt. Lutz Rathenow trat im Frühsommer zurück, der Kreis war de facto verboten.
Die Stasi nahm die „Feindpersonen“ unter Kontrolle. Alle wurden später Opfer der Zersetzung oder Haft ausgesetzt bzw. aus der DDR ausgebürgert. 1975 wurde Jürgen Fuchs zwangsexmatrikuliert, im März 1976 wurde der Philosophiestudent Reiprich ebenfalls von der Jenaer Universität relegiert.